# كيرك هينريتش
كيرك هينريتش (بالإنجليزية: Kirk Hinrich)‏ مواليد 02 يناير 1981، هو لاعب كرة سلة أمريكي يلعب مع فريق شيكاغو بولز في الرابطة الوطنية لكرة السلة ويحمل الرقم 12. يبلغ طوله 6 قدم 4 بوصة (1.9 م).

## فرق لعب لها
- شيكاغو بولز
- واشنطن ويزاردز
- أتلانتا هوكس

## الميداليات
| الميدالية | المسابقة                         |
| --------- | -------------------------------- |
| برونزية   | بطولة كأس العالم لكرة السلة 2006 |

## روابط خارجية
- كيرك هينريتش على موقع الاتحاد الدولي لكرة السلة (الإنجليزية)
- كيرك هينريتش على موقع إن بي أي (الإنجليزية)
- كيرك هينريتش على موقع سبورتس رفرنس (الإنجليزية)
- كيرك هينريتش على موقع كرة السلة الأوروبية.كوم (الإنجليزية)
- كيرك هينريتش على موقع كلية كرة السلة في سبورتس رفرنس.كوم (الإنجليزية)
- كيرك هينريتش على موقع ريلجم (الإنجليزية)
- كيرك هينريتش على موقع بروبوليرز (الإنجليزية)